# IC 2236
IC 2236 је тројна звијезда у сазвјежђу Рак која се налази на листи објеката дубоког неба у Индекс каталогу.
Деклинација објекта је + 24° 2' 55" а ректасцензија 8h 13m 37,6s.